# Ruta 223 (Costa Rica)
La Ruta 223, oficialmente Ruta Nacional Secundaria 223, es una ruta nacional de Costa Rica ubicada en la provincia de Puntarenas.

## Descripción
En la provincia de Puntarenas, la ruta atraviesa el cantón de Osa (los distritos de Palmar, Sierpe).